# نجد المشاريح (القبيطة)

تعديل مصدري - تعديل

نجد المشاريح هي إحدى قرى عزلة كرش بمديرية القبيطة التابعة لمحافظة لحج، بلغ تعداد سكانها 28 نسمة حسب تعداد اليمن لعام 2004.